# Kaempferia galanga
Kaempferia galanga – gatunek roślin z rodziny imbirowatych. Pochodzi z Azji Południowo-Wschodniej.

## Zastosowanie
- Kłącza, nazywane kencur, stanowią popularną przyprawę w kuchni indonezyjskiej.

## Linki zewnętrzne

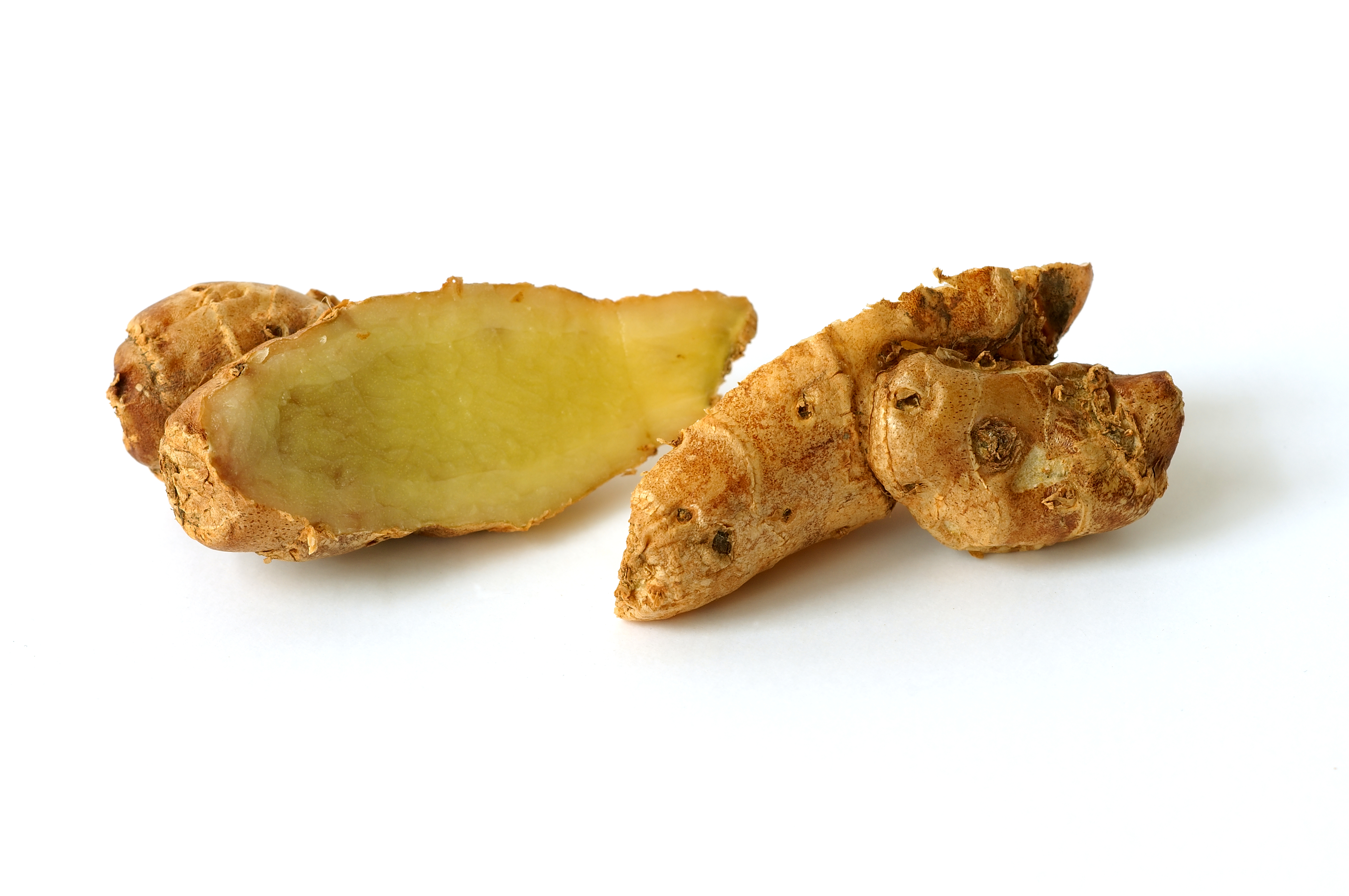
Kłącza